# Giorgio Malan
Giorgio Malan (Turim, 27 de janeiro de 2000) é um pentatleta italiano.

## Carreira
Malan conquistou o bronze no revezamento por equipes ao lado de Matteo Cicinelli no Campeonato Mundial Júnior de 2018, a medalha de ouro na competição individual nos Jogos Europeus de 2023 na Polônia em junho de 2023, o bronze na prova por equipes nos mesmos Jogos,  e a prata na prova individual e por equipes no Campeonato Europeu de Pentatlo Moderno de 2024.
Nos Jogos Olímpicos de Verão de 2024, em Paris, conquistou a medalha de bronze na prova individual masculina.